# Hồng An, Bảo Lạc
Hồng An là một xã thuộc huyện Bảo Lạc, tỉnh Cao Bằng, Việt Nam.

## Địa lý
Xã Hồng An nằm ở phía đông huyện Bảo Lạc, có vị trí địa lý:
- Phía đông giáp huyện Hà Quảng
- Phía tây giáp xã Huy Giáp và xã Phan Thanh
- Phía nam giáp huyện Hà Quảng và xã Huy Giáp
- Phía bắc giáp xã Xuân Trường.

Xã Hồng An có diện tích 41,24 km², dân số năm 2019 là 1.103 người, mật độ dân số đạt 27 người/km².
Trên địa bàn xã có một số ngọn núi như Hồ Phi Lũng, Hoi Ngửa, Phia Khau, Sàng Lũng, Tả Chung, Tròng Pèng, Vài Thai, Pác Kào.

## Hành chính
Xã Hồng An được chia thành 4 xóm: Ca Dằm, Hoi Ngửa, Mì Lũng, vài nòn

## Lịch sử
Sau năm 1975, Hồng An là một xã thuộc huyện Bảo Lạc.
Đến năm 2019, xã Hồng An được chia thành 5 xóm: Ca Dằm, Hoi Ngửa, Lũng Sâu, Mì Lũng, Vài Nòn.
Ngày 9 tháng 9 năm 2019, Hội đồng Nhân dân tỉnh Cao Bằng ban hành Nghị quyết số 27/NQ-HĐND về việc:
- Sáp nhập xóm Lũng Sâu vào xóm Hoi Ngửa
- Sáp nhập xóm Vài Nòn vào xóm Ca Dằm.